# Bearn
Bearn (en occità: Bearn/Biarn) és una regió històrica de la Gascunya, a Occitània (també considerada província històrica de França). La capital n'és Pau (des de 1270, abans era Morlans).
La variant de l'occità que es parla al Bearn és el bearnès, un subdialecte del gascó.

## Comarques del Bearn
Segons la proposta de divisió territorial d'Occitània del diari Jornalet, basada en l'obra de Frederic Zégierman Le Guide des pays de France, el Bearn seria una sub-regió ubicada dins la regió de la Gascunya, que contindria 12 parçans (comarques occitanes):
- Auloron
- Entre Dues Gaves
- Gramont
- Juranson
- País de Nai
- País dels Lluís
- Palès
- Seuvestre
- Vall d'Aspa
- Vall d'Aussau
- Vall de Varetons
- Vic Vilh

## Etimologia
A l'Edat Mitjana, el topònim Béarn està testimoniat en les formes Biara (Orderic Vital); Beart i Beardum (Guillem de Tir); Biarnum (títols de Barcelona); Biarnium (títols de Bearn); Biard i Biar (Mateu de París); Byern i Biern (papers gascons); Bearnases (Història del Llenguadoc); Bias i Byas (segle XIII); Bearnium, Biarn i Bearnum (segle xiv, Història de França); Berna (Jean Froissart); Baines i Bierne (cròniques de Duguesclin).

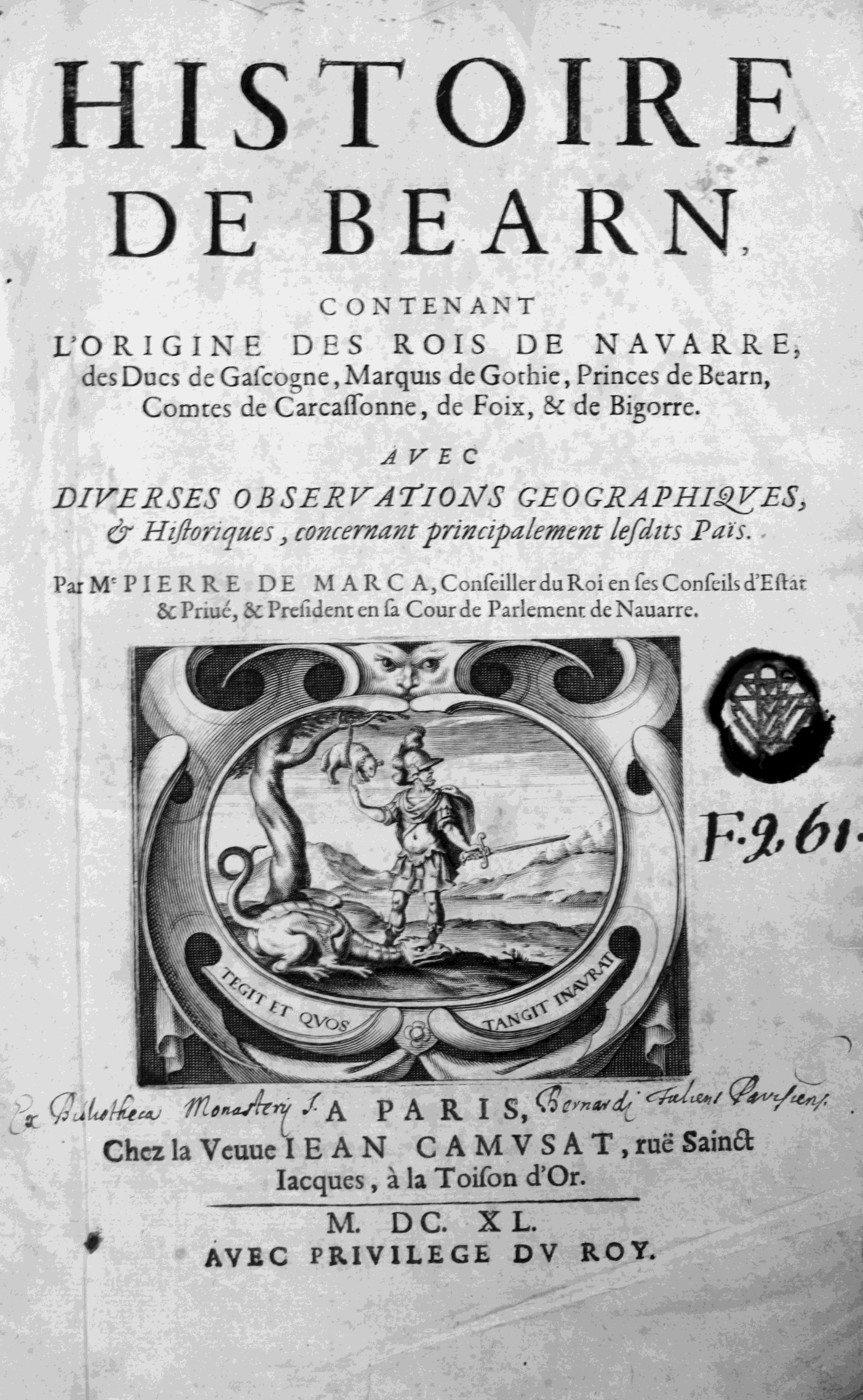
La Histoire de Béarn de Pèire de Marca.

El nom de Bearn prové de l'etnònim Venarni -o Benarni-, poble indígena protohistòric, la primera menció del qual la fa Plini el Vell al segle I a la seva Història Natural. A finals del segle IV, la Notitia anomena els Benarnenses la capital dels quals era Beneharnum (avui Lescar).
L'origen del nom dels bearnesos és aquità. Podria tenir relació amb el mot basc behera que vol dir “baix”. L'historiador Pèire de Marca també es fa ressò d'una història desenvolupada al segle xv, que qualifica de faula, i que explicaria l'origen del nom de Bearn per la ciutat suïssa de Berna.
Els noms dels municipis bearnesos inclouen diverses capes toponímiques. La capa preindoeuropea és la més antiga; una etapa arcaica es troba amb les arrels * kuk (Cuqueron), * pa (Pau) i * gar (Garrós). Posteriorment apareix una doble etapa ibera (arrels del tipus * illi (Auloron) i aquitana (sufixos en -os o -osse). Amb la celtització i la llatinització d'Aquitània apareix una capa aquitano-romana en els topònims acabats en -ac (Arsac, Sevinhac), final derivat del sufix -acum d'origen gal (cèltic). La capa bearnesa és la més recent i també la més important, proporciona la majoria dels noms de viles i pobles bearnesos. Aquesta capa conté els derivats occitans d'aigua (aiga, aygue), font (hont, houn), puig (poei, poey), castanya (castanha), etc. Al Bearn hi són absents els estrats toponímics estrictament celtes, grecs, germànics i francesos.

## Història
La zona fou poblada pels ibers vers el segle v aC. Les tribus iberes de Bearn foren anomenades Venarni i les veïnes Bigerrions (Bigorra), Tarbells (Chalossa i Lapurdi), Tarusats (Tursan, Aire), Sibillats (Zuberoa), Oscidats (Ossau i Auloron).
Els romans van arribar el 51 aC. Les viles que existien a Bearn eren Iluro i Beneharnum, que foren convertides en ciutats romanes. Després de formar part de la província d'Aquitània, al segle iii es va crear la de Novempopulania.
Beneharnum (Lescar) i Iluro (Auloron) van quedar lliures de presència romana a la fi del segle iii o el segle iv, i els límits defensius es van establir al riu Ador.

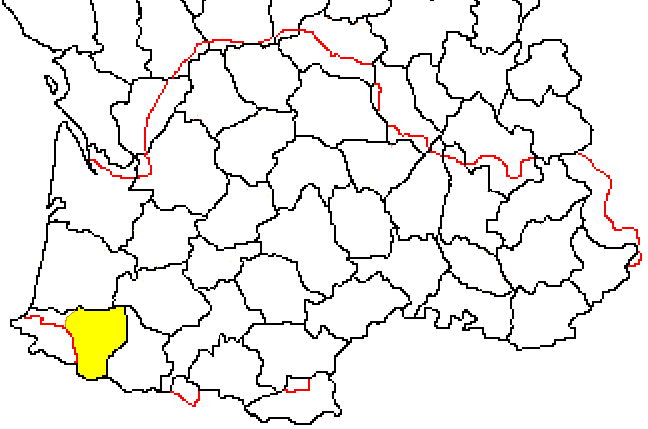
Mapa del territori de Bearn dins Occitània.

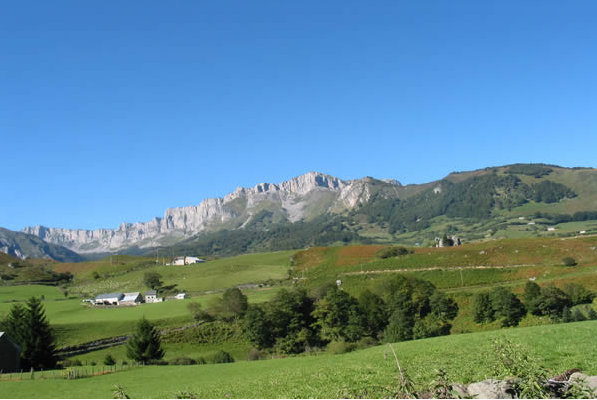
La vall d'Aspa.

Al segle v van passar pel país pobles bàrbars, especialment els visigots el 412. Van governar fins al 507. Bearn va esdevenir part del regne dels francs, però com que el país no fou ocupat els vascons no van tardar a ocupar-lo i van convertir Bearn i altres territoris en la Wasconia (d'on ve Gascònia = Gascunya). El segle ix el país fou assolat pels normands. En aquest mateix segle es va crear el vescomtat de Bearn, que fou independent i va emetre moneda pròpia.
El vescomtat va incloure el vescomtat d'Auloron (per matrimoni) i el vescomtat d'Orte per conquesta. Les valls d'Aussau, Aspa i Varetons eren part del vescomtat. Cal destacar els furs atorgats per Gastó IV (for general, i fors particulars). El 1290 es va unir amb el comtat de Foix. El 1362, Gastó Febus va guanyar la Batalla de Launac contra el comte d'Armanyac. El 1442, la Batalla de Mesplède va posar fi a la Guerra dels cent anys i un exèrcit francès va saquejar Bearn. El 1485 el Bearn va passar als Albret de Navarra. El 1522 els castellans, en lluita contra Enric II de Navarra, van envair Bearn i van rendir Salvaterra. El 1569 es van produir combats religiosos al Bearn. El 1589 Enric de Navarra, en arribar a rei de França, va aportar Bearn a la corona francesa, i es feu l'annexió formal per edicte de 20 d'octubre de 1620. El 1790 el Bearn es va convertir, juntament amb el País Basc del Nord, en el departament de Baixos Pirineus, que el 1970 va prendre el nom de Pirineus Atlàntics.

## Grups de música i cantants
- Marcèu Amont
- Nadau
- Los Pagalhós
- Marilís Orionaa. L'obra de Marilís Orionaa s'inspira dels cants tradicionals bearnesos
- Joan Francés Tisnèr
- Verd e Blu